# 1038
Початок Високого Середньовіччя  •  Епоха вікінгів  •  Золота доба ісламу  •  Реконкіста  •  Київська Русь

## Геополітична ситуація
Візантію очолює Михайло IV Пафлагонський. Конрад II є імператором Священної Римської імперії, а Генріх I —
королем Західного Франкського королівства.
Апеннінський півострів розділений між численними державами: північ належить Священній Римській імперії, середню частину займає Папська область, на південь від Римської області лежать невеликі незалежні герцогства, південна частина півострова належать Візантії. Південь Піренейського півострова займають численні емірати, що утворилися після розпаду Кордовського халіфату. Північну частину півострова займають християнські Кастилія, Леон (Астурія, Галісія), Наварра, Арагон та Барселона. Гарольд I Заяча Лапа є королем Англії.
У Київській Русі княжить Ярослав Мудрий. У Польщі триває період безладу. У Хорватії править Степан I. Королівство Угорщина очолив П'єтро Орсеоло.
Аббасидський халіфат очолює аль-Каїм, в Єгипті владу утримують Фатіміди, в Середній Азії — Караханіди, у Хорасані — Газневіди, які захопили частину Індії. Турки-сельджуки вторглися в Хорасан. У Китаї продовжується правління династії Сун. Значними державами Індії є Пала, Чола. В Японії триває період Хей'ан.

## Події
- Зі смертю угорського короля Іштвана Святого, трон успадкував його зять П'єтро Орсеоло. Почався період нестабільності й боротьби за владу в королівстві.
- Князь Богемії Бретіслав I здійснив переможний похід у Польщу. Богемія повернула собі Сілезію.
- Король Данії Хардекнуд та король Норвегії Магнус I уклали союз із метою спільного нападу на Англію.
- Візантійські війська продовжували наступ на мусульман кальбітів на Сицилії. Зокрема вони захопили Мессіну.
- Сельджуки на чолі з Тогрул-беком захопили в газневідів Нішапур.
- Тибето-бірманські племена мінья утворили державу Західна Ся.
- Вперше у літописах згадане поселення Версаль.

## Народились
див.також: Категорія:Народились 1038
- Ростислав Володимирович — князь тмутороканський, син новгородського князя Володимира Ярославича, онук Ярослава Мудрого.

## Померли
див.також: Категорія:Померли 1038
- 15 серпня — У віці 68 років помер Іштван I Святий, перший король Угорського королівства.